# Klicpera-Theater

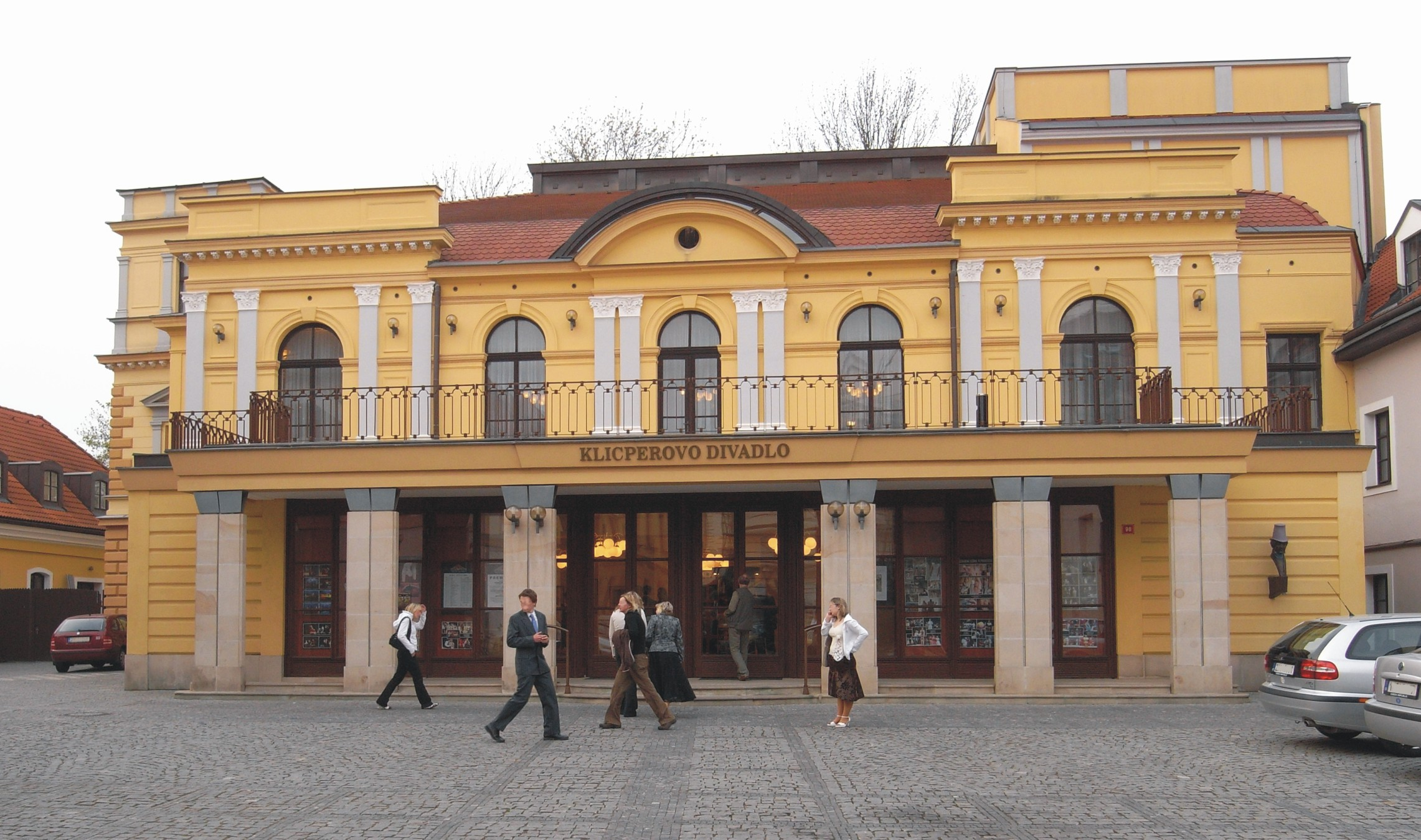
Das Klicpera-Theater

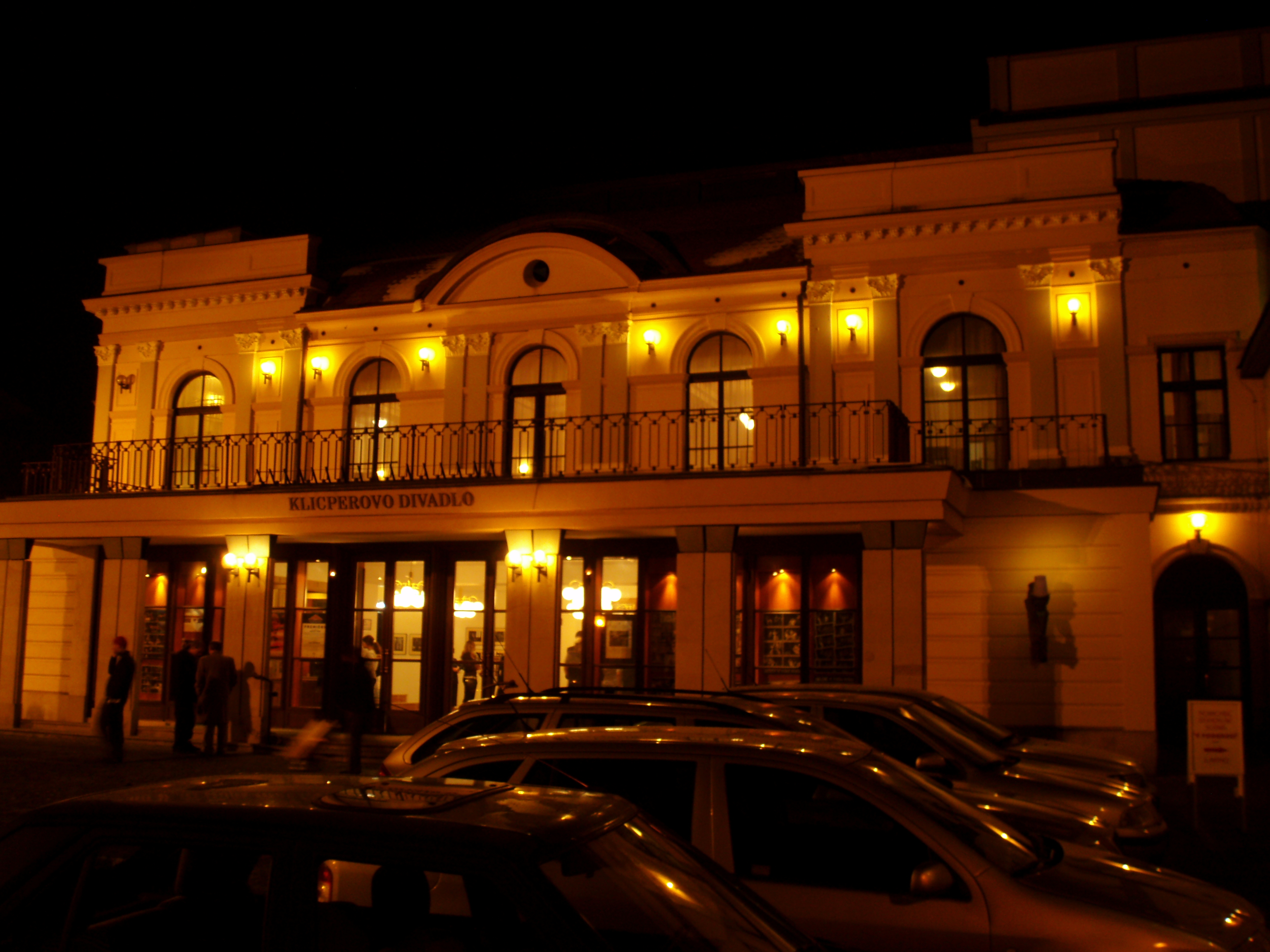
Das Theater am Abend

Das Klicpera-Theater (tschechisch Klicperovo divadlo oder kurz Klicperovo) in Hradec Králové ist das Haupttheater der Stadt und ihrer Region. Es ist in einem Gebäude aus dem 19. Jahrhundert untergebracht, das sich innerhalb der historischen Altstadt befindet. Diese Theaterstätte wurde nach dem böhmischen Schriftsteller und Dramatiker Václav Kliment Klicpera benannt.

## Lage
Das Klicpera-Theater hat seinen Sitz und Hauptspielstätte in einem Komplex, der aus einem zweigeschossigen Hauptgebäude mit angebauten Bühnenhaus besteht. Vor dem Theater befindet sich eine platzartige Weitung an der Langen Straße (Dlouhá), die auf der gegenüberliegenden Seite in die Klicperova mündet.

## Gebäude
Das Hauptgebäude, was hauptsächlich den Eingang und das Theaterfoyer aufnimmt, besitzt eine Fassade mit Stilelementen der Neorenaissance. Der unmittelbare Eingangsbereich wurde um 1990 neu gestaltet und besitzt eine breite Überdachung. Dabei wurde Božanov-Sandstein und Opuka verbaut. Diese Überdachung ergibt im ersten Obergeschoss eine weite Balkonfläche.
Der Zuschauerraum besitzt 407 Sitzplätze. Die Bühne hat eine Ausdehnung von 8 × 7 Meter. Die Höhe des Bühnenraums ist auf 5,4 Meter begrenzt.
Der historische Bau des heutigen Theaters entstand 1844 bis 1845 nach den Plänen von Viktor Weinhengst. Vor seiner Errichtung befand sich an dieser Stelle ein Lazarett der damaligen kaiserlich österreichischen Armee. Bis zum Beginn der Theaterfunktion befand sich in diesem Gebäude die Festungskommandantur.

Die feierliche Einweihung des Theaters fand im März 1885 statt. Kurz darauf stürzte wegen statischen Mängeln ein rückwärts gelegener Gebäudeteil ein. Nach Behebung der Schäden wurde das Theater im November 1887 erneut feierlich eröffnet.

## Theater
Das Klicpera-Theater ist die einzige Spielstätte ihrer Art mit hauptamtlichen Personal im Region Hradec Králové. Damit besitzt es für die Region Nordostböhmen eine zentrale theaterkulturelle Stellung. Neben inländischen Aktivitäten an seinem Sitz werden vom künstlerischen Personal auch in anderen tschechischen Orten und im Ausland Spielverpflichtungen wahrgenommen.
Der Spielbetrieb findet durch die Alfred-Radok-Stiftung (Nadace Alfreda Radoka) Unterstützung.
Das moderne Repertoire umfasst Werke von in- und ausländischen Künstlern. Darunter finden sich Karel Čapek, Arnošt Goldflam, Mark Twain oder Nikolai Gogol. In Hradec Králové wird durch das Haupthaus auf weiteren drei Bühnen gespielt. Das sind das Studio Beseda mit 130 Plätzen, die Scéna V mit 50 Plätzen und eine openair-Fläche mit 300 Zuschauerplätzen.
Im Foyer und in der Eingangshalle des Theaters werden Wechselausstellungen mit moderner Kunst veranstaltet. Bis heute (Mitte 2009) wurden 112 Ausstellungen von 92 Künstlern gezeigt.
Das Theater fühlt sich der tschechischen Nationalbewegung in der Geschichte des Volkes besonders verbunden. Die damalige Stadt Königgrätz war im 19. Jahrhundert ein Zentrum des intellektuellen Tschechentums. Neben den literarischen Aktivitäten von Jan Hostivít Pospíšil und öffentlichen grammatikalischen Übungen in der böhmischen Landessprache durch Josef František Rautenkranz wurden besonders häufig Dramen von Václav Kliment Klicpera gespielt. Damit wollte man den jungen Priesteranwärtern aus dem Jesuitenkollegs zusätzliches kulturell-sprachliches Rüstzeug für die Nationale Wiedergeburt zu geben.